# آرامگاه یادمانی سلطنتی کداح
آرامگاه یادمانی سلطنتی کداح (به انگلیسی: Kedah Royal Mausoleum) یا آرامگاه یادمانی سلطنتی لنگر (مالایی: Makam Diraja Langgar) یک محوطه تدفین سلطنتی در کداح است که در منطقه لنگر، کوتا ستار، کداح، مالزی قرار دارد.

## فهرست قبرها
سلطان
- سلطان حاج سِر عبدالله معظم شاه ابن المرحوم سلطان حاج سِر عطاءالله محمد شاه دوم (درگذشت ۱۷۰۶)
- سلطان حاج سِر احمد تاج‌الدّین حلیم شاه یکم ابن المرحوم سلطان حاج سِر عبدالله معظم شاه (درگذشت ۱۷۱۰)
- سلطان حاج سِر زین‌العادلین معظم شاه دوم ابن المرحوم سلطان حاج سِر عبدالله معظم شاه (درگذشت ۱۷۷۸)
- سلطان حاج سِر عبدالله مکرّم شاه ابن المرحوم سلطان حاج سِر زین‌العادلین معظم شاه دوم (درگذشت ۱۷۹۷)
- سلطان حاج سِر احمد تاج‌الدین حلیم شاه دوم ابن المرحوم سلطان حاج سِر عبدالله مکرّم شاه (درگذشت ۱۸۴۳)